# Giannutri
Giannutri – mała włoska wyspa na Morzu Śródziemnym, u wybrzeży Toskanii. Jest najbardziej wysuniętą na południe wyspą należącą do archipelagu Wysp Toskańskich. Rezerwat ścisły.